# مجزرة عائلة أبو هلال (17 نوفمبر 2023)
مجزرة عائلة أبو هلال (17 نوفمبر 2023) هي مجزرةٌ ارتكبها سلاح الجوّ الإسرائيلي حينما أغارَ على منزل سكني يقع في شارع الجلاء يتبع لعائلة أبو هلال خلال يوم الجمعة الموافق 17 نوفمبر 2023، حيث شن سلسلة غارات على المنزل الذي يعيش فيه كافة أفراد العائلة، هذه المجرزة واحدة من ضمن سلسلة مجازر ارتكبها الاحتلال الإسرائيلي خلال الحرب الفلسطينية الإسرائيلية بعد عملية طوفان الأقصى التي شنتها المقاومة، تسبّبت هذه المجزرة الإسرائيليّة بارتقاء أكثر من 27 شهيداً من عائلة أبو هلال.

## خلفية الحدث
في ساعاتِ الصباح الأولى من يوم السابع من أكتوبر 2023 أطلقت حركة المقاومة الإسلامية حماس عبر ذراعها العسكري كتائب الشهيد عز الدين القسام عملية طوفان الأقصى وذلك ردًا على الاعتداءات الإسرائيلية وتدنيس الأقصى والاستمرار في الاستيطان، كما أكّد على ذلك محمد الضيف القائد العام للقسّام والذي أعطى إشارة انطلاق العمليّة التي شهدت اقتحامًا من المقاومين لمستوطنات غلاف غزة ونجحوا في قتلِ عدد كبيرٍ من الجنود الإسرائيلين، وأسر عشرات آخرين كما استطاعوا خلال ساعات قطع عشرات الكيلومترات ووصلوا لمستوطنات أبعد من تلك المحيطة والقريبة من قطاع غزة.
استمرَّت الاشتباكات بين الجيش الإسرائيلي وبين المقاومين في عديد من المستوطنات وعلى رأسها مستوطنة سديروت. الرد الإسرائيلي على هذه العمليّة جاء من خلال شنّ سلاح الجو الإسرائيلي عشرات الغارات العشوائيّة على القطاع متسبّبة في مقتل عشرات المدنيين وتدمير البنية التحتية لمدن القطاع، ليصل حد فرض إغلاق شامل وقطع متعمد لكل الخدمات من ماء وكهرباء وغاز، وهو ما هدَّد حياة أكثر من مليونَي فلسطيني يعيشُ داخل القطاع الذي يُعاني أصلًا من تبعات الحصار الخانق عليهم منذ ستة عشر عاماً.
وفي مساء يوم 27 أكتوبر/تشرين الأول، أعلن جيش الاحتلال الإسرائيلي بدء الهجوم بري على قطاع غزة من خلال بدء التوغل في بلدة بيت حانون ومخيم البريج. حدث الهجوم وسط سلسلة من الغارات الجوية الإسرائيلية واسعة النطاق التي أدت إلى قطع الاتصالات المتنقلة والوصول إلى الإنترنت في غزة.

## الضحايا
1. محمد حسين أبو هلال
2. رأفت حرب أبو هلال
3. سها حمادة  أبو هلال
4. نداء خالد موسي أبو هلال " وجنينها "
5. يحيي خالد حرب أبو هلال
6. صابرين حسين أبو هلال
7. نسرين يحيي أبو هلال
8. خالد يحيي أبو هلال
9. وتين يحيي ابو هلال
10. عز الدين خالد أبو هلال
11. عبد الكريم حرب أبو هلال
12. رسمية خليل أبو هلال
13. عبد الله مجدي اسماعيل أبو هلال
14. مصعب مجدي أبو هلال
15. جهاد مجدي أبو هلال
16. اسماعيل صلاح أبو هلال
17. محمد صابر أبو هلال
18. محمد اشرف ابو العيش أبو هلال
19. محمد جمال علي أبو هلال
20. أحمد جمال أبو هلال
21. علي جمال أبو هلال
22. أماني محمد أبو هلال " وجنينها "
23. خالد موسي أبو هلال
24. حمزة و قصي ابو هلال
25. إيمان حسين أبو هلال
26. محمود زكي أبو هلال
27. محمود موسى ابو هلال